# مارتلة
مَارتُلَة أو ميرتُلَة (من اللاتينية: Myrtilis Iulia، وهي حاليًا بالبرتغالية: Mértola) هي مدينة تقع في محافظة باجة بجنوب شرقي البرتغال. بلغ عدد سكانها 8.712 نسمة عام 2001. وهي مسقط رأس أبو عمران الميرتلي، صوفي وشاعر أندلسي في القرن السادس الهجري.

## توأمة
لمارتلة اتفاقيات توأمة مع كل من:
- Monapo [الإنجليزية]‏
- شفشاون

## أعلام
- بيدرو ماسكارينهاس